# Galeria Kaufhof Pokal Challenge
De Galeria Kaufhof Pokal Challenge was een golftoernooi dat in de jaren 2001-2005 deel uitmaakte van de Europese Challenge Tour. Het werd in Duitsland gespeeld op Golfclub Rittergut Birkhof in Korschenbroich.
In de eerste editie ging de Duitse amateur Christian Reimbold aan de leiding nadat hij een ronde van 63 had gemaakt en een nieuw baanrecord had gevestigd. Het toernooi werd tijdens de laatste ronde tweemaal door onweer onderbroken. De 24-jarige Wolfgang Huget won met drie slagen voorsprong op landgenoot Tino Schuster.
In de tweede editie ging Alex Cejka meteen aan de leiding met een ronde van 66. De volgende dag maakte John E Morgan  een ronde van 65 en nam de leiding over. Cejka maakte nog twee rondes van 68 en won met vier slagen voorsprong. Morgan werd 2de,  rookie Marcel Siem eindigde op de 3de plaats.
In de derde editie maakten Phillip Archer en Michael Jonzon een openingsronde van 63. Jonzon vervolgde met een tweede ronde van 63 en won het toernooi. 
De vierde editie had stormachtige dagen. Slechts enkele spelers maakten een ronde onder de 70. Het toernooi eindigde in een play-off tussen Gary Houston en Gary Emerson, die Houston pas op de vierde hole met een par won.  
In de laatste editie maakte Anders Schmidt Hansen ook een openingsronde van 63. Hij verloor de play-off van Gareth Davies. 

## Winnaars
| Jaar | Winnaar          | Score | Score | Prijzengeld |
| ---- | ---------------- | ----- | ----- | ----------- |
| 2001 | Wolfgang Huget   | 270   | -18   | € 90.737    |
| 2002 | Alex Cejka       | 271   | -17   | € 90.468    |
| 2003 | Michael Jonzon   | 263   | -25   | € 110.572   |
| 2004 | Garry Houston po | 271   | -17   | € 112.156   |
| 2005 | Gareth Davies po | 269   | -18   | € 117.691   |

Het prijzengeld was toen in Engelse ponden, maar is hier omgerekend naar euro's. De winnaar kreeg daarvan € 14.000 à € 18.000.